# Sandosi
Sandosi is een bestuurslaag in het regentschap Flores Timur van de provincie Oost-Nusa Tenggara, Indonesië. Sandosi telt 1408 inwoners (volkstelling 2010).